# Маринов, Веселин
Веселин Стефанов Маринов (болг. Веселин Стефанов Маринов; род. 4 августа 1961 года, Полски-Трымбеш, НРБ) — болгарский поп-певец, гитарист и ударник.

## Биография
Веселин Маринов родился 4 августа 1961 года в городе Полски-Трымбеш. Веселин начал заниматься музыкой в седьмом классе, был ударником школьной группы. Потом стал солистом и композитором группы. Осенью 1981 года Веселин был приглашен стать вокалистом рок-группы Импулс. Его прослушивание проходило в родном городе, в Доме советско-болгарской дружбы или в зале консерватории, где он учился. Первое его выступление в составе группы Импульс состоялось 2 декабря того же года в городе Видин. В 1983 году Веселин поступил в Национальную музыкальную академию в эстрадный факультет под руководством профессора Петра Димитрова.
В 1984 году ему сделали две операции на голосовые связки, по причине, которого он ушёл из группы. В 1988 году Веселин выпустил первый альбом «От любов» (рус. Любовь). С 1988 по 1990 годы Веселин впал в глубокий творческий кризис и решил переехать в Германию, где он выпустил два альбома на немецком языке. Потом вернулся на родину. Он участвовал в знаменитом конкурсе Золотой Орфей. В 1995 году выпустил альбом Горчиво вино (рус. Горькое вино).
В 2011 году Веселин выпустил русскоязычный альбом Горькая любовь.
В 2014 году Веселин выпустил альбом Островът на любовта (рус. Остров любви), в 2016 году выпустил видеоклип на песню Филиппа Киркорова Снег (болг. Сняг).
Сейчас Веселин готовит юбилейный концерт к юбилею творческой деятельности.

## Личная жизнь
В 1984 году во время учёбы в академии познакомился со своей первой женой Марией. Имеет дочку Йоану (род. 1988). 10 октября 2009 года Веселин женился на Цветанке. В 2010 году Веселин посвятил ей альбом Още един хубав ден (рус. Ещё один хороший день). В 2011 году развелись.

## Дискография

### Студийные альбомы
- 1988 — Веселин Маринов – мини альбом
- 1988 — От любов
- 1990 — За любовта
- 1991 — Любовни песни
- 1992 — Езикът на сълзите
- 1995 — Горчиво вино
- 1998 — Трифон Зарезан
- 1999 — Вино и любов
- 2000 — Винарната на любовта
- 2001 — Моя луда любов
- 2002 — Моите песни
- 2003 — Пожарите на любовта
- 2003 — Коледен сън
- 2005 — Осъден на щастие
- 2006 — Моят живот
- 2008 — Хубава жена
- 2010 — Още един хубав ден
- 2010 — Най-скъпият подарък на света
- 2011 — Горькая любовь (на русском языке)
- 2012 — Един мъж на 50
- 2013 — Носталгия
- 2014 — Островът на любовта
- 2017 — Представи си…
- 2019 — Легенда за любовта
- 2023 — Лесен за обичане
- 2024 — Писмо до Дядо Коледа

### Сборники
- 1993 — Хитове
- 2004 — Избрах за вас с любов
- 2007 — Да се събудиш до мен. Любовни балади
- 2011 — 30 години на сцена
- 2016 — Златни хитове